# Niall Quinn
Pour les articles homonymes, voir Quinn.
Niall John Quinn, né le 6 octobre 1966 à Dublin, est un footballeur international irlandais qui évolue au poste d'attaquant. Il joue dans trois clubs professionnels anglais, Arsenal, Manchester City et Sunderland. Il est président du club de football de Sunderland AFC de juillet 2006 à octobre 2011. Quinn compte 91 sélections en équipe d'Irlande et a marqué 21 buts ce qui en fait le deuxième meilleur buteur de l'histoire du pays.
Il est à la tête de Drumaville Consortium (groupe réunissant huit millionnaires irlandais) qui lui a permis d'acheter le club de Sunderland pour 15 millions d'euros. Il est l'un des présidents les plus appréciés par ses supporters en Angleterre pour avoir évolué en tant que joueur durant six ans sous les couleurs de Sunderland, en entraînant le club durant seize matchs entre juillet et août 2006 puis en devenant son président par la suite.

## Biographie

### Ses débuts
Niall Quinn nait à Dublin le 6 octobre 1966. Comme beaucoup de jeunes irlandais, il commence la pratique du sport par les sports gaéliques. Quinn choisi le football gaélique. Il pratique au Robert Emmet GAA dans le quartier de Perrystown au sud de l'agglomération dublinoise. En parallèle il pratique aussi le hurling et le football. A l'âge de 16 ans, il dispute avec Dublin GAA la finale du championnat d'Irlande mineur de football gaélique et se voit offrir un contrat professionnel par un club australien d'Australian Rules.
Niall Quinn s’intéresse aussi au football. Il joue dans différentes écoles de football du sud de Dublin, Manortown United puis Lourdes Celtic toutes deux situées à Crumlin. Après un essai infructueux au Fulham Football Club il signe dans un autre club de Londres, l'Arsenal Football Club. Après quelques mois au centre de formation, il signe en 1983 un premier contrat professionnel.

### Arsenal
Quinn commence sa carrière professionnelle en jouant pour la troisième équipe d'Arsenal. Il est utilisé comme avant-centre mais aussi comme sentinelle devant la défense. Après avoir marqué 18 buts lors de ses 18 premiers matchs avec la réserve au début de la saison 1985-1986, il est inclus dans le groupe de l'équipe première à l'occasion d'un match de championnat contre Liverpool. Quinn marque dès son premier match et participe à la victoire 2-0 d'Arsenal sur Liverpool. Cette saison-là il dispute onze autres matchs mais sans marquer de nouveaux buts. Arsenal termine la saison à la septième place. En fin de saison Niall Quinne connait sa première sélection en équipe nationale irlandaise.
Au commencement de la saison 1986-1987, Arsenal change d'entraîneur. George Graham remplace Don Howe. Graham lance régulièrement le jeune Quinn qui cumule cette année là 35 matchs et marque 8 buts. Il remporte avec son club la Coupe de la Ligue. Néanmoins, il se retrouve en concurrence directe avec une nouvelle recrue au même poste que lui, Alan Smith. Quinn se bat pour rester dans l'équipe. Au total, lors des trois saisons suivantes, il ne dispute que 20 matchs pour 5 buts marqués. Ses trois petites apparitions lors de la saison 1988-1989 ne suffisent d'ailleurs pas pour être crédité d'un titre de champion. Ce manque de temps de jeu, l'oblige au commencement de la saison 1989-1990 à demander à ses dirigeants d'être transféré.

### Manchester City
Howard Kendall, le manager du Manchester City Football Club engage Niall Quinne pour une somme de £800 000 peu avant l'heure limite de clôture des transferts. Quinn marque dès son premier match, un match de championnat terminé par un match nul 1-1 avec Chelsea à Maine Road. Lors de sa première saison à City, il marque 22 buts. Au rythme des prolongations de contrat Niall Quinn reste six saisons à Manchester City. Il y dispute 245 matchs et marque 78 buts et ce malgré une grave blessure à un ligament qui l'écarte la plus grande partie de la saison 1993-1994.
Un de ses plus grands fait d'armes à Manchester City se déroule le 20 avril 1991 quand il marque un but et en arrête un pénalty lors d'une rencontre contre Derby County. Lors de ce match, le gardien de but de City Tony Coton est exclu lors de la première mi-temps pour une faute dans la surface de réparation sur Dean Saunders. A cette époque-là, les équipes ne mettaient pas forcément de gardiens parmi les remplaçants et c'est Niall Quinn qui est désigné pour prendre sa place dans les buts. Lors du match il marque d'abord sur penalty comme joueur de champs puis en arrête un en fin de match comme gardien de but, préservant ainsi la victoire 2-1 de son équipe et condamnant dans le même tems Derby County à la relégation.
En fin de saison 1992-1993, Everton fait une offre à Manchester City pour acquérir le contrat de Niall Quinn puis revient à la charge dans les premiers mois de la saison 1993-1994. Les deux offres sont fermement rejetées par Niall Quinn qui restera à City jusqu'à l'été 1996. C'est alors qu'arrive sa grave blessure à un ligament du genou au cours d'une rencontre contre Sheffield Wednesday en novembre 1993. Quinn est écarté des terrains jusqu'à la fin de la saison et l'empêche de participer à la Coupe du monde de football 1994 où son équipe est qualifiée. Il est de nouveau opérationnel au commencement de la saison 1994-1995, mais la paire d'attaquants formée par Uwe Rösler et Paul Walsh qui s'était mise en place en son absence garde les faveurs de l'entraîneur. Manchester City essaye alors de réduire sa masse salariale en tentant de prêter Quinn aux |Portugais du Sporting Lisbonne mais la transaction ne se fait finalement pas puisque les différentes parties ne sont jamais arrivées à se mettre d'accord sur le contrat.

### Sunderland

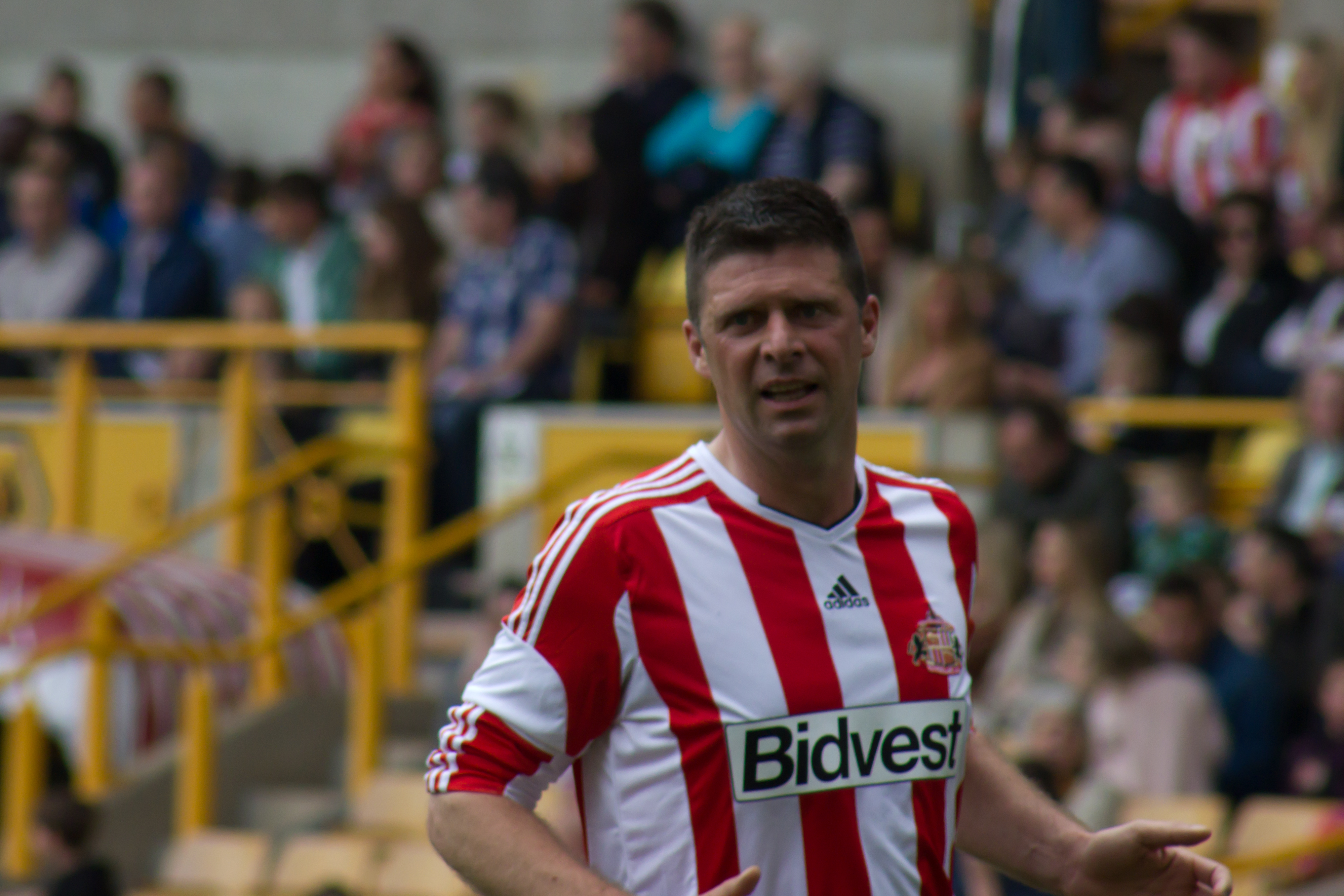
Quinn en 2014 à l'occasion du jubilé de Jody Craddock

Niall Quinn termine sa carrière professionnelle par un passage très positif au Sunderland Association Football Club. Il rejoint le club du nord-est de l'Angleterre en août 2006 pour un transfert de 1.3 millions de livres sterling. Cela constitue à cette date là un record pour le club. Il rate près de six mois de sa première saison au club à cause d'une blessure au genou, la même qui l'avait fait rater la Coupe du monde trois ans plus tôt. Il avait pourtant réussit son entrée chez les Black Cats en marquant deux buts pour son premier match. Lors de son absence, de septembre à mars, Sunderland lutte en bas de tableau, et le retour sur le terrain de Quinn n'empêche pas le club d'être relégué en championship.
Quinn forme avec Kevin Phillips, recruté en 1997, un duo d'attaquants particulièrement efficace. Le duo marque 194 buts toutes compétitions confondues entre 1997 et 2003. Il participe activement à la remontée en Premier League en 1999-2000. En mars 1999, de nouveau Niall Quinn se mue en gardien de but. Il remplace en cours de rencontre Thomas Sørensen, blessé, lors d'une rencontre contre Bradford City. Il n'encaisse pour l'occasion aucun but. Quinn est le premier buteur en 1997 dans le nouveau stade de Sunderland, le Stadium of Light pour un match de championnat d'Angleterre.
Niall Quinn est élu meilleur joueur de Sunderland par les supporters pour la saison 1998-1999.
Il joue son dernier match pour les Black Cats le 19 octobre 2002 à l'occation de la réception de West Ham.

### En équipe nationale
Niall Quinn attire l'attention des sélectionneurs irlandais dès son plus jeune âge. Il est convoqué à cinq reprises en équipe de république d'Irlande des moins de 17 ans. En 1985, il fait ses débuts en équipe des moins de 17 ans à l'occasion d'un match amical contre l'Irlande du Nord dans le stade de Seaview à Belfast remporté 6-1. Cette rencontre est la toute première de l'histoire entre ces deux équipes. Quinn marque trois buts. Il participe ensuite aux qualifications pour le Championnat d'Europe des moins de 19 ans 1986.
Quinn fait ses débuts internationaux senior comme remplaçant contre l'Islande à l'occasion d'un tournoi amical le 25 mai 1986. Il entre à la 84e minute à la place de John Aldridge.
Il dispute deux coupes du monde en 1990 en Italie et en 2002 en Corée du Sud et au Japon. Il rate celle de 1994 sur blessure. Il est aussi sélectionné pour le Euro 1988 où il ne joue qu'un seul match en remplaçant le capitaine de son équipe Frank Stapleton.
Lors de la Coupe du monde de football 1990, il dispute quatre matchs. Après être resté sur le banc des remplaçant contre l'Angleterre pour le premier match, il est titulaire pour la deuxième rencontre contre les Pays-Bas. Il marque le but égalisateur à la 71e minute. Lors de la troisième rencontre contre l'Égypte il est de nouveau remplaçant mais entre en jeu à la place de Tony Cascarino à la 84e minute de jeu. Au terme du premier tour la république d'Irlande reste invaincue mais en ayant fait trois matchs nuls. Les Irlandais sont à égalité parfaite avec les Pays-Bas. Les deux équipes ne sont départagées que par un tirage au sort. Le tirage est favorable aux Irlandais qui se qualifient ainsi pour les huitièmes de finale. En huitièmes les Irlandais avec Niall Quinn titulaire à la pointe de l'attaque affrontent la Roumanie de Gheorghe Hagi . Les deux équipes n'arrivent pas à se départager et terminent les prolongations sur le score de 0-0. L'Irlande l'emporte aux tirs au but. En quart de finale ils sont opposés au pays organisateur l'Italie. Le match se déroule au Stade olympique de Rome. Quinn est de nouveau titulaire. Il est remplacé à la 52e minute par Tony Cascarino pour redonner du souffle à une attaque qui n'arrive pas à remonter au score. Salvatore Schillaci avait ouvert la marque à la 38e minute. Ce sera le seul but de la rencontre et l'Italie élimine la république d'Irlande.
Lors des éliminatoires de la Coupe du monde 2002, Niall Quinn marque un but le jour de son 35e anniversaire contre Chypre. À cette occasion, il bat le record de buts marqués en sélection irlandaise, record jusque là détenu par Frank Stapleton. Ce 21e but sera aussi son dernier but en sélection. Ce record tiendra jusqu'au 13 octobre 2004 quand Robbie Keane deviendra le meilleur buteur de la sélection. Il portera ce record jusqu'à 68 buts. Niall Quinn reste en 2022 le deuxième meilleur buteur de l'équipe d'Irlande.
Niall Quinn termine sa carrière internationale le 16 juin 2002 après l'élimination de l'Irlande en huitième de finale de la coupe du monde 2002. Ce jour-là, l'Irlande affronte l'Espagne. Les deux équipes font match nul 1-1 et l'Espagne l'emporte 3-2 aux tirs au but.

### Sa reconversion
Niall Quinn arrête sa carrière de footballeur professionnel en 2003 à l'âge de 37 ans. Il occupe brièvement le rôle d'entraîneur à Sunderland. Il fait quelques apparitions comme consultant et commentateur de matchs de ses anciennes équipes sur Sky Sports. Il joue une rencontre en première division thaïlandaise en mars 2006 avec le BEC Tero Sasana pour promouvoir le championnat anglais en Asie du Sud-Est et les relations de ce club avec Arsenal.
Quinn publie une autobiographie Niall Quinn – The Autobiography qui est écrite à quatre mains avec Tom Humphries. Cet ouvrage remporte le prix de la meilleure autobiographie lors des premiersBritish Sports Book Awards,
À la tête du Consortium Drumaville, composé de riches hommes d'affaires irlandais, Quinn négocie avec succès, en juin 2006, l'achat d'une participation majoritaire dans Sunderland. L'accord est finalisé le 27 juillet 2006 et Quinn devient le président du Sunderland Association Football Club.
En octobre 2011, Ellis Short remplace Quinn au poste de Président de Sunderland. Quinn est alors nommé directeur de développement international de club et reste à ce porte jusqu'en février 2012.
En janvier 2020, Niall Quinn est nommé directeur exécutif par intérim de la Fédération irlandaise de football qui est en énorme difficulté financière. Il choisit de tenir son poste sans avoir de salaire jusqu'à ce que la nouvelle organisation financière de la FAI soit sécurisée. Il stoppe son activité auprès de la FAI en septembre 2020.

## Palmarès
- 91 sélections et 21 buts avec l'équipe d'Irlande entre 1986 et 2002[25].
- Champion d'Angleterre en 1989 avec Arsenal
- Champion d'Angleterre de deuxième division en 1999 avec Sunderland
- Vainqueur de la Coupe de la Ligue en 1987 avec Arsenal

## Éléments statistiques
| Saison                | Club                  | Championnat           | Championnat | Championnat | Coupe(s) nationale(s) | Coupe(s) nationale(s) | Compétition(s) continentale(s) | Compétition(s) continentale(s) | Compétition(s) continentale(s) | République d'Irlande | République d'Irlande | Total | Total |
| Saison                | Club                  | Division              | M.          | B.          | M.                    | B.                    | Comp.                          | M.                             | B.                             | M.                   | B.                   | M.    | B.    |
| 1983-1984             | Arsenal FC            | First Division        | 0           | 0           | 0                     | 0                     | -                              | -                              | -                              | -                    | -                    | 0     | 0     |
| 1984-1985             | Arsenal FC            | First Division        | 0           | 0           | 0                     | 0                     | -                              | -                              | -                              | -                    | -                    | 0     | 0     |
| 1985-1986             | Arsenal FC            | First Division        | 12          | 1           | 5                     | 0                     | -                              | -                              | -                              | 2                    | 0                    | 19    | 1     |
| 1986-1987             | Arsenal FC            | First Division        | 35          | 8           | 13                    | 4                     | -                              | -                              | -                              | 2                    | 0                    | 50    | 12    |
| 1987-1988             | Arsenal FC            | First Division        | 11          | 2           | 5                     | 0                     | -                              | -                              | -                              | 6                    | 1                    | 22    | 3     |
| 1988-1989             | Arsenal FC            | First Division        | 3           | 1           | 0                     | 0                     | -                              | -                              | -                              | 3                    | 0                    | 6     | 1     |
| 1989-1990             | Arsenal FC            | First Division        | 6           | 2           | 3                     | 2                     | -                              | -                              | -                              | -                    | -                    | 9     | 4     |
| 1989-1990             | Manchester City       | First Division        | 9           | 4           | 0                     | 0                     | -                              | -                              | -                              | 6                    | 2                    | 15    | 6     |
| 1990-1991             | Manchester City       | First Division        | 38          | 20          | 5                     | 1                     | -                              | -                              | -                              | 6                    | 4                    | 49    | 25    |
| 1991-1992             | Manchester City       | First Division        | 35          | 12          | 4                     | 2                     | -                              | -                              | -                              | 7                    | 1                    | 46    | 15    |
| 1992-1993             | Manchester City       | Premier League        | 39          | 9           | 8                     | 1                     | -                              | -                              | -                              | 8                    | 2                    | 55    | 12    |
| 1993-1994             | Manchester City       | Premier League        | 15          | 5           | 3                     | 1                     | -                              | -                              | -                              | 3                    | 0                    | 21    | 6     |
| 1994-1995             | Manchester City       | Premier League        | 35          | 8           | 10                    | 2                     | -                              | -                              | -                              | 8                    | 3                    | 53    | 13    |
| 1995-1996             | Manchester City       | Premier League        | 38          | 8           | 7                     | 3                     | -                              | -                              | -                              | 9                    | 1                    | 54    | 12    |
| 1996-1997             | Sunderland AFC        | Premier League        | 12          | 2           | 1                     | 1                     | -                              | -                              | -                              | 1                    | 2                    | 14    | 5     |
| 1997-1998             | Sunderland AFC        | First Division        | 35          | 14          | 2                     | 1                     | -                              | -                              | -                              | 2                    | 0                    | 39    | 15    |
| 1998-1999             | Sunderland AFC        | First Division        | 39          | 18          | 7                     | 3                     | -                              | -                              | -                              | 6                    | 2                    | 52    | 23    |
| 1999-2000             | Sunderland AFC        | Premier League        | 37          | 14          | 1                     | 0                     | -                              | -                              | -                              | 10                   | 2                    | 48    | 16    |
| 2000-2001             | Sunderland AFC        | Premier League        | 34          | 7           | 3                     | 0                     | -                              | -                              | -                              | 5                    | 0                    | 42    | 7     |
| 2001-2002             | Sunderland AFC        | Premier League        | 38          | 6           | 1                     | 0                     | -                              | -                              | -                              | 7                    | 1                    | 46    | 7     |
| 2002-2003             | Sunderland AFC        | Premier League        | 8           | 0           | 0                     | 0                     | -                              | -                              | -                              | -                    | -                    | 8     | 0     |
| Total sur la carrière | Total sur la carrière | Total sur la carrière | 473         | 141         | 78                    | 22                    | -                              | 0                              | 0                              | 91                   | 21                   | 642   | 184   |

## Publication
Niall Quin a publié une autobiographie en 2003.
- (en) Niall Quinn, Niall Quinn : The Autobiography, Eastbourne, Gardners Books, 2003, 432 p. (ISBN 978-0755310456).

## Sources
- (en) Stephen McGarrigle, The Complete who's who of Irish international football : 1945-1996, Edimbourg, Mainstream Publishing, octobre 1996, 237 p. (ISBN 1-85158-894-9), p. 164-165